# François Bossaerts
Pour les articles homonymes, voir Bossaerts.
François Bossaerts, également connu sous le nom de Frans Bossaerts, est un artiste peintre paysagiste, aquarelliste et aquafortiste belge, né à Schaerbeek en 1879 et décédé en 1960.
Autodidacte, il crée principalement des paysages de campagne, des vues de villes et de villages, ainsi que des scènes de genre, des compositions florales et marines. Les paysages dont il s'inspire sont l'Ardenne, la Campine et le Jura.

## Biographie
François Bossaerts fut instituteur puis directeur de l’école communale n°9, avenue Dailly à Schaerbeek, école fondée en 1876 par son père François Martin Bossaerts (1839-1914) dont une rue de la commune porte le nom, et qui épousa Hermine Van Droogenbroeck, fille d’un poète flamand. Ils eurent un fils, Lucien Bossaerts (13 mars 1906 – 17 novembre 1999) qui fut pionnier de la télévision en Belgique. Celui-ci épousa Adrienne DENIL (03/02/25 – 24/04/76), dont eurent deux fils : Philippe (22/06/52) et Marc (20/12/54).
Lucien Bossaerts est né à Schaerbeek le 13 mars 1906 et est décédé à La Panne le 17 novembre 1998.
Il était ingénieur en électronique.
Très jeune, il s’intéressa à la radio et à la télévision. Il fut d’ailleurs un pionnier de la télévision en Belgique.
En 1932 il construisit un appareil de télévision mécanique à disque de Nipkow. A l’époque, la BBC émettait à titre expérimental  des émissions de télévision pendant une ou deux heures par jour. Lucien Bossaerts installa une antenne sur la maison que ses parents possédaient à La Panne, proche de l’Angleterre. La police s’est inquiétée de ce qu’il faisait avec cette installation. Pour rassurer les autorités, il fit une démonstration à laquelle le Bourgmestre fut convié.
Le système de télévision mécanique fut abandonné pour faire place aux appareils fonctionnant avec un tube cathodique.
Lucien Bossaerts  suivit de près l’évolution technologique et se forma sans cesse en autodidacte.
Le 31 octobre 1951 il fut récompensé par un prix pour avoir, pour la première fois, capté à Bruxelles les émissions de la télévision française  en ligne directe sans passer par l’émetteur de Lille.
Il a connu Théo Fleischman et a souvent travaillé en indépendant pour l’INR et la RTB.
Il a ainsi participé à l’élaboration des installations qui furent construites sous le dôme du palais de justice place Poelaert ainsi que lors de l’exposition de 1958.
Il fut interviewé par la RTB à l’occasion d’une émission spéciale diffusée à l’occasion du millionième poste de télévision vendu en Belgique. Il présenta son appareil à disque de Nipkow.
Il a écrit une petite histoire de la télévision intitulée « Pèlerinage aux sources de la télévision ».

## Quelques œuvres
- Ferme au printemps
- Paysan à la ferme
- Paysage de village
- Le moulin blanc au bord de l'eau

## Expositions (liste non exhaustive)
Galerie d'Arts 1924
- Art pour tous, Bruxelles, 1929

Hôtel communal de Schaerbeek 1977 (exposition "Les Bossaerts de Schaerbeek)